# NCSM Glace Bay (MM 701)
Pour les autres navires du même nom, voir NCSM Glace Bay.
Le NCSM Glace Bay (MM 701) est un navire de défense côtière canadien de la classe Kingston.
Le NCSM Glace Bay a été mis en chantier le 28 avril 1995 au chantier naval The Halifax Shipyard situé à Halifax. Lancé le 22 janvier 1996, il est affecté aux Forces maritimes de l'Atlantique depuis le 26 octobre 1996.
Il porte le nom de la ville de Glace Bay, en Nouvelle-Écosse.